# Olimpiadi degli scacchi del 2016
Le Olimpiadi degli scacchi del 2016 si sono svolte a Baku, in Azerbaigian, dal 1° al 14 settembre. È stata la 42ª edizione ufficiale organizzata dalla FIDE, e comprende un torneo open e uno femminile. Le gare sono disputate alla Baku Crystal Hall.
Baku è stata scelta come sede organizzatrice durante il congresso della FIDE svoltosi durante le Olimpiadi del 2012, sconfiggendo le candidature di Albena (Bulgaria) e Tallinn (Estonia); contestualmente Baku è stata scelta anche come sede della Coppa del Mondo del 2015.
L'Armenia ha deciso di non partecipare alle Olimpiadi.

## Formato e regolamento
Entrambi i tornei sono disputati con il sistema svizzero, sulla lunghezza di 11 turni; è previsto un unico giorno di riposo, il 7 settembre, dopo il 5º turno. La classifica è determinata dai match points (2 punti per la vittoria di squadra, 1 per il pareggio, 0 per la sconfitta); in caso di parità, vengono usati come criteri di spareggio (in sequenza) il punteggio Sonneborn-Berger, i game points (totale dei punti ottenuti dai membri della squadra) e infine la somma dei match points ottenuti dagli avversari, escludendo la squadra con il minor numero di punti.
Ogni incontro è disputato sulle quattro scacchiere; le squadre possono essere formate da un massimo di cinque giocatori.
Il tempo di riflessione è di 90 minuti per 40 mosse, più 30 minuti per finite, più 30 secondi a mossa di incremento a partire dalla prima mossa.

## Partecipanti
Le seguenti rappresentative parteciparono ad entrambi i tornei:
- Albania
- Algeria
- Angola
- Antille Olandesi
- Argentina
- Aruba
- Australia
- Austria
- Azerbaigian[6]
- Bangladesh
- Barbados
- Belgio
- Bielorussia
- Bolivia
- Bosnia ed Erzegovina
- Botswana
- Brasile
- Bulgaria
- Burundi[7]
- Canada
- Cile
- Cina
- Colombia
- Corea del Sud
- Costa Rica
- Croazia
- Cuba
- Danimarca
- Ecuador
- Egitto
- El Salvador
- Emirati Arabi Uniti
- Estonia
- Etiopia
- Figi
- Filippine
- Finlandia
- Francia
- Galles
- Georgia
- Germania
- Ghana
- Giamaica
- Giappone
- Gibuti
- Giordania
- Grecia
- Guam
- Guatemala
- Guyana
- Honduras
- Hong Kong
- ICCD
- Inghilterra
- India
- Indonesia
- IPCA
- Iran
- Iraq
- Irlanda
- Islanda
- Israele
- Italia
- Kazakistan
- Kenya[7]
- Kirghizistan
- Kuwait
- Lesotho
- Lettonia
- Liberia[7]
- Lituania
- Lussemburgo
- Macedonia
- Madagascar
- Malawi
- Malaysia
- Maldive
- Malta
- Marocco
- Messico
- Moldavia
- Monaco
- Mongolia
- Montenegro
- Mozambico
- Namibia
- Nepal
- Nicaragua
- Nigeria
- Norvegia
- Nuova Zelanda
- Paesi Bassi
- Pakistan
- Palestina
- Panama
- Paraguay
- Perù
- Polonia
- Porto Rico
- Portogallo
- Qatar
- Rep. Ceca
- Rep. Centrafricana[7]
- Rep. Dominicana
- Romania
- Ruanda[7]
- Russia
- Scozia
- Serbia
- Seychelles[7]
- Sierra Leone[7]
- Singapore
- Siria
- Slovacchia
- Slovenia
- Spagna
- Sri Lanka
- Stati Uniti
- Sudafrica
- Sudan
- Suriname
- Svezia
- Svizzera
- eSwatini
- Taipei cinese
- Tagikistan
- Tanzania
- Thailandia
- Trinidad e Tobago
- Tunisia
- Turchia
- Turkmenistan
- Ucraina
- Uganda
- Ungheria
- Uruguay
- Uzbekistan
- Venezuela
- Vietnam
- Zambia
- Zimbabwe

Al solo torneo open parteciparono inoltre:
- Afghanistan
- Andorra
- Arabia Saudita
- Bahamas
- Bahrein
- Bermuda
- Birmania
- Brunei
- Camerun[7]
- Cipro
- Costa d'Avorio
- Eritrea
- Fær Øer
- Gambia
- Guernsey
- Haiti
- IBCA
- Isole Vergini Americane
- Jersey
- Kosovo
- Libano
- Libia
- Liechtenstein
- Macao
- Mali[7]
- Mauritania
- Mauritius
- Oman
- Palau
- Papua Nuova Guinea
- Rep. del Congo
- San Marino
- São Tomé e Príncipe
- Senegal[7]
- Somalia
- Sudan del Sud
- Togo
- Yemen

## Torneoopen
Al torneo open hanno partecipato 180 squadre, tre delle quali del paese ospitante. È il più alto numero di squadre mai presenti ad un'Olimpiade.
Gli Stati Uniti hanno vinto la competizione, per la prima volta dal 1976, rimanendo imbattuti e superando per spareggio tecnico l'Ucraina.

### Risultati assoluti
| Pos. | Squadra     | Scacchiere             | Scacchiere         | Scacchiere             | Scacchiere        | Scacchiere         | Seed | Elo  | V  | P | S | Punti | S-B   |
| Pos. | Squadra     | Prima                  | Seconda            | Terza                  | Quarta            | Quinta (riserva)   | Seed | Elo  | V  | P | S | Punti | S-B   |
| ---- | ----------- | ---------------------- | ------------------ | ---------------------- | ----------------- | ------------------ | ---- | ---- | -- | - | - | ----- | ----- |
|      | Stati Uniti | Fabiano Caruana        | Hikaru Nakamura    | Wesley So              | Samuel Shankland  | Ray Robson         | 2    | 2765 | 9  | 2 | 0 | 20    | 413,5 |
|      | Ucraina     | Pavlo El'janov         | Ruslan Ponomarëv   | Jurij Kryvoručko       | Anton Korobov     | Andrij Volokitin   | 5    | 2704 | 10 | 0 | 1 | 20    | 404,5 |
|      | Russia      | Sergej Karjakin        | Vladimir Kramnik   | Evgenij Tomaševskij    | Jan Nepomnjaščij  | Aleksandr Griščuk  | 1    | 2768 | 8  | 2 | 1 | 18    | 419   |
| 4    | India       | Pentala Harikrishna    | Baskaran Adhiban   | Vidit Santosh Gujrathi | S. P. Sethuraman  | Murali Karthikeyan | 9    | 2683 | 7  | 2 | 2 | 16    | 350,5 |
| 5    | Norvegia    | Magnus Carlsen         | Jon Ludvig Hammer  | Aryan Tari             | Frode Urkedal     | MI Nicolai Getz    | 12   | 2654 | 7  | 2 | 2 | 16    | 344,5 |
| 6    | Turchia     | Dragan Šolak           | Oleksandr Ipatov   | Mustafa Yılmaz         | Emre Can          | Barış Esen         | 19   | 2617 | 7  | 2 | 2 | 16    | 341,5 |
| 7    | Polonia     | Radosław Wojtaszek     | Jan-Krzysztof Duda | Mateusz Bartel         | Kacper Piorun     | Dariusz Świercz    | 7    | 2685 | 7  | 2 | 2 | 16    | 331,5 |
| 8    | Francia     | Maxime Vachier-Lagrave | Sébastien Mazé     | Romain Édouard         | Laurent Fressinet | Christian Bauer    | 8    | 2684 | 6  | 4 | 1 | 16    | 326,5 |
| 9    | Inghilterra | Michael Adams          | David Howell       | Luke McShane           | Gawain Jones      | Nigel Short        | 6    | 2685 | 7  | 2 | 2 | 16    | 323   |
| 10   | Perù        | Emilio Cordova         | Jorge Cori         | MI Deivy Vera Siguenas | Cristhian Cruz    | Fernando Fernández | 34   | 2566 | 7  | 2 | 2 | 16    | 306   |

#### Premi di categoria
Oltre alla classifica generale, le squadre sono state divise, sulla base del seed, in cinque gruppi; è stata premiata la prima classificata di ogni gruppo (ad esclusione di quelle già premiate con le medaglie).
|          | Squadra       | Pos. | Seed | Elo  | Punti | S-B   |
| -------- | ------------- | ---- | ---- | ---- | ----- | ----- |
| Gruppo A | India         | 4    | 9    | 2683 | 16    | 350,5 |
| Gruppo B | Iran          | 16   | 46   | 2518 | 15    | 318   |
| Gruppo C | Azerbaigian 3 | 49   | 76   | 2362 | 13    | 241,5 |
| Gruppo D | Sudan         | 71   | 110  | 2191 | 12    | 209,5 |
| Gruppo E | Taipei cinese | 87   | 137  | 2005 | 11    | 185,5 |

### Risultati individuali
Le medaglie individuali sono state assegnate ai migliori giocatori di ogni scacchiera con le tre migliori prestazioni Elo con almeno otto partite giocate, considerando come eventuale spareggio la percentuale di punti ottenuti.
|                             | Giocatore           | Prestazione      | Punti            | Partite          | %                |
| Prima scacchiera            | Prima scacchiera    | Prima scacchiera | Prima scacchiera | Prima scacchiera | Prima scacchiera |
| --------------------------- | ------------------- | ---------------- | ---------------- | ---------------- | ---------------- |
|                             | Baadur Jobava       | 2926             | 8                | 10               | 80,0             |
|                             | Leinier Domínguez   | 2839             | 7,5              | 10               | 75,0             |
|                             | Fabiano Caruana     | 2838             | 7                | 10               | 70,0             |
| Seconda scacchiera          |                     |                  |                  |                  |                  |
|                             | Vladimir Kramnik    | 2903             | 6,5              | 8                | 81,2             |
|                             | Anton Kovalyov      | 2852             | 8                | 10               | 80,0             |
|                             | Jorge Cori          | 2810             | 8                | 10               | 80,0             |
| Terza scacchiera            |                     |                  |                  |                  |                  |
|                             | Wesley So           | 2896             | 8,5              | 10               | 85,0             |
|                             | Zoltán Almási       | 2845             | 7,5              | 9                | 83,3             |
|                             | Eugenio Torre       | 2836             | 10               | 11               | 90,9             |
| Quarta scacchiera           |                     |                  |                  |                  |                  |
|                             | Laurent Fressinet   | 2809             | 7                | 8                | 87,5             |
|                             | Jan Nepomnjaščij    | 2804             | 8                | 10               | 80,0             |
|                             | Aleksandar Inđić    | 2786             | 8,5              | 10               | 85,0             |
| Quinta scacchiera (riserva) |                     |                  |                  |                  |                  |
|                             | Andrij Volokitin    | 2992             | 8,5              | 9                | 94,4             |
|                             | Sami Khader         | 2932             | 8                | 8                | 100,0            |
|                             | Aleksej Aleksandrov | 2760             | 6,5              | 8                | 81,2             |

#### Medaglie individuali per nazione
| Nazione     |   |   |   | Totali |
| ----------- | - | - | - | ------ |
| Russia      | 1 | 1 | 0 | 2      |
| Stati Uniti | 1 | 0 | 1 | 2      |
| Georgia     | 1 | 0 | 0 | 1      |
| Francia     | 1 | 0 | 0 | 1      |
| Ucraina     | 1 | 0 | 0 | 1      |
| Cuba        | 0 | 1 | 0 | 1      |
| Canada      | 0 | 1 | 0 | 1      |
| Ungheria    | 0 | 1 | 0 | 1      |
| Giordania   | 0 | 1 | 0 | 1      |
| Perù        | 0 | 0 | 1 | 1      |
| Filippine   | 0 | 0 | 1 | 1      |
| Serbia      | 0 | 0 | 1 | 1      |
| Bielorussia | 0 | 0 | 1 | 1      |

## Torneo femminile
Al torneo femminile hanno partecipato 140 squadre, tre delle quali del paese ospitante. È il più alto numero di squadre mai presenti ad un'Olimpiade femminile.
Il torneo è stato vinto dalla Cina.

### Risultati assoluti
| Pos. | Squadra       | Scacchiere              | Scacchiere             | Scacchiere                       | Scacchiere              | Scacchiere                  | Seed | Elo  | V | P | S | Punti | S-B   |
| Pos. | Squadra       | Prima                   | Seconda                | Terza                            | Quarta                  | Quinta (riserva)            | Seed | Elo  | V | P | S | Punti | S-B   |
| ---- | ------------- | ----------------------- | ---------------------- | -------------------------------- | ----------------------- | --------------------------- | ---- | ---- | - | - | - | ----- | ----- |
|      | Cina          | GM Hou Yifan            | GM Ju Wenjun           | GM Zhao Xue                      | GMF Tan Zhongyi         | MI Guo Qi                   | 1    | 2560 | 9 | 2 | 0 | 20    | 416   |
|      | Polonia       | GM Monika Soćko         | GMF Jolanta Zawadzka   | GMF Karina Szczepkowska-Horowska | GMF Klaudia Kulon       | MIF Mariola Wozniak         | 7    | 2405 | 8 | 1 | 2 | 17    | 427,5 |
|      | Ucraina       | GM Anna Muzyčuk         | GM Marija Muzyčuk      | GM Natalja Žukova                | GM Anna Ušenina         | MI Inna Haponenko           | 2    | 2505 | 7 | 3 | 1 | 17    | 404,5 |
| 4    | Russia        | GM Aleksandra Kostenjuk | GM Valentina Gunina    | GMF Aleksandra Gorjačkina        | GMF Natal'ja Pogonina   | GMF Olga Girya              | 3    | 2504 | 7 | 2 | 2 | 16    | 380,5 |
| 5    | India         | GM Harika Dronavalli    | MI Padmini Rout        | MI Tania Sachdev                 | GMF Soumya Swaminathan  | MIF Bodda Pratyusha         | 5    | 2433 | 6 | 4 | 1 | 16    | 342,5 |
| 6    | Stati Uniti   | GM Irina Krush          | MI Nazí Paikidze       | MI Hanna Zatons'kych             | GMF Kateřina Němcová    | GMF Sabina-Francesca Foisor | 6    | 2406 | 7 | 2 | 2 | 16    | 332,5 |
| 7    | Vietnam       | MI Phạm Lê Thảo Nguyên  | GMF Hoàng Thị Bảo Trâm | GMF Nguyễn Thị Mai Hưng          | GMF Nguyễn Thị Thanh An |                             | 19   | 2307 | 7 | 2 | 2 | 16    | 328   |
| 8    | Azerbaigian 1 | GMF Zeynəb Məmmədyarova | GMF Günay Məmmədzadə   | GMF Gülnar Məmmədova             | MFF Aydan Höccətova     | GMF Nərmin Kazımova         | 16   | 2327 | 7 | 2 | 2 | 16    | 309   |
| 9    | Israele       | MIF Yuliya Shvayger     | MIF Marsel Efroimski   | MI Masha Klinova                 | MIF Olga Gutmakher      | Mchal Lahav                 | 18   | 2309 | 7 | 2 | 2 | 16    | 307,5 |
| 10   | Georgia       | GM Nana Dzagnidze       | MI Lela Javakhishvili  | GM Bela Khotenashvili            | MI Nino Batsiashvili    | MI Salome Melia             | 4    | 2486 | 7 | 1 | 3 | 15    | 356,5 |

#### Premi di categoria
Oltre alla classifica generale, le squadre sono state divise, sulla base del seed, in cinque gruppi; è stata premiata la prima classificata di ogni gruppo (ad esclusione di quelle già premiate con le medaglie).
|          | Squadra     | Pos. | Seed | Elo  | Punti | S-B   |
| -------- | ----------- | ---- | ---- | ---- | ----- | ----- |
| Gruppo A | Russia      | 4    | 3    | 2504 | 16    | 380,5 |
| Gruppo B | Bielorussia | 17   | 36   | 2224 | 15    | 296   |
| Gruppo C | Malaysia    | 25   | 66   | 1976 | 14    | 277   |
| Gruppo D | Siria       | 58   | 95   | 1734 | 12    | 163   |
| Gruppo E | Indonesia   | 63   | 112  | 1622 | 11    | 197,5 |

### Risultati individuali
Le medaglie individuali sono state assegnate alle migliori giocatrici di ogni scacchiera con le tre migliori prestazioni Elo con almeno otto partite giocate, considerando come eventuale spareggio la percentuale di punti ottenuti.
|                             | Giocatrice                   | Prestazione      | Punti            | Partite          | %                |
| Prima scacchiera            | Prima scacchiera             | Prima scacchiera | Prima scacchiera | Prima scacchiera | Prima scacchiera |
| --------------------------- | ---------------------------- | ---------------- | ---------------- | ---------------- | ---------------- |
|                             | Anna Muzyčuk                 | 2629             | 7,5              | 10               | 75,0             |
|                             | Hou Yifan                    | 2547             | 5,5              | 8                | 68,7             |
|                             | Pia Cramling                 | 2537             | 8,5              | 11               | 77,3             |
| Seconda scacchiera          |                              |                  |                  |                  |                  |
|                             | Valentina Gunina             | 2643             | 8                | 10               | 80,0             |
|                             | Ju Wenjun                    | 2501             | 7,5              | 11               | 68,2             |
|                             | Deimantė Daulytė             | 2481             | 8                | 10               | 80,0             |
| Terza scacchiera            |                              |                  |                  |                  |                  |
|                             | Gülnar Məmmədova             | 2559             | 7                | 9                | 77,8             |
|                             | Karina Szczepkowska-Horowska | 2547             | 6,5              | 8                | 81,2             |
|                             | Nguyễn Thị Mai Hưng          | 2442             | 8                | 11               | 72,3             |
| Quarta scacchiera           |                              |                  |                  |                  |                  |
|                             | Tan Zhongyi                  | 2565             | 9                | 11               | 81,8             |
|                             | Nino Batsiashvili            | 2533             | 9                | 10               | 90,0             |
|                             | Klaudia Kulon                | 2506             | 9                | 11               | 81,8             |
| Quinta scacchiera (riserva) |                              |                  |                  |                  |                  |
|                             | Guo Qi                       | 2394             | 5,5              | 8                | 72,5             |
|                             | Andrea-Cristiana Navrotescu  | 2285             | 7                | 10               | 70,0             |
|                             | Anita Gara                   | 2277             | 5                | 8                | 62,5             |

#### Medaglie individuali per nazione
| Nazione     |   |   |   | Totali |
| ----------- | - | - | - | ------ |
| Cina        | 2 | 2 | 0 | 4      |
| Ucraina     | 1 | 0 | 0 | 1      |
| Russia      | 1 | 0 | 0 | 1      |
| Azerbaigian | 1 | 0 | 0 | 1      |
| Polonia     | 0 | 1 | 1 | 2      |
| Georgia     | 0 | 1 | 0 | 1      |
| Francia     | 0 | 1 | 0 | 1      |
| Svezia      | 0 | 0 | 1 | 1      |
| Lituania    | 0 | 0 | 1 | 1      |
| Vietnam     | 0 | 0 | 1 | 1      |
| Ungheria    | 0 | 0 | 1 | 1      |

## Trofeo Nona Gaprindashvili
Il trofeo Nona Gaprindashvili viene aggiudicato alla nazione partecipante le cui squadre nel torneo open ed in quello femminile hanno ottenuto una migliore somma dei punti dei due tornei. In caso di parità la classifica viene formata attraverso la somma dei criteri dei singoli tornei.
| Pos. | Nazione       | Punti | Punti     | Punti  | S-B   |
| Pos. | Nazione       | open  | femminile | Totale | S-B   |
| ---- | ------------- | ----- | --------- | ------ | ----- |
|      | Ucraina       | 20    | 17        | 37     | 809   |
|      | Stati Uniti   | 20    | 16        | 36     | 746   |
|      | Cina          | 15    | 20        | 35     | 764   |
| 4    | Russia        | 18    | 16        | 34     | 799,5 |
| 5    | Polonia       | 16    | 17        | 33     | 758,5 |
| 6    | India         | 16    | 16        | 32     | 693   |
| 7    | Azerbaigian 1 | 15    | 16        | 31     | 661   |
| 8    | Francia       | 16    | 15        | 31     | 646,5 |
| 9    | Iran          | 15    | 15        | 30     | 655,5 |
| 10   | Ungheria      | 15    | 15        | 30     | 633   |

## Medagliere
| Nazione     | Torneo open      | Torneo open      | Torneo open      | Torneo open          | Torneo open          | Torneo open          | Torneo femminile | Torneo femminile | Torneo femminile | Torneo femminile     | Torneo femminile     | Torneo femminile     | Totale | Totale | Totale | Totale |
| Nazione     | Torneo a squadre | Torneo a squadre | Torneo a squadre | Medaglie individuali | Medaglie individuali | Medaglie individuali | Torneo a squadre | Torneo a squadre | Torneo a squadre | Medaglie individuali | Medaglie individuali | Medaglie individuali | Totale | Totale | Totale | Totale |
| Nazione     |                  |                  |                  |                      |                      |                      |                  |                  |                  |                      |                      |                      |        |        |        |        |
| ----------- | ---------------- | ---------------- | ---------------- | -------------------- | -------------------- | -------------------- | ---------------- | ---------------- | ---------------- | -------------------- | -------------------- | -------------------- | ------ | ------ | ------ | ------ |
| Cina        | 0                | 0                | 0                | 0                    | 0                    | 0                    | 1                | 0                | 0                | 2                    | 2                    | 0                    | 3      | 2      | 0      | 5      |
| Russia      | 0                | 0                | 1                | 1                    | 1                    | 0                    | 0                | 0                | 1                | 1                    | 0                    | 0                    | 2      | 1      | 2      | 5      |
| Ucraina     | 0                | 1                | 0                | 1                    | 0                    | 0                    | 0                | 0                | 0                | 1                    | 0                    | 0                    | 2      | 1      | 0      | 3      |
| Stati Uniti | 1                | 0                | 0                | 1                    | 0                    | 1                    | 0                | 0                | 0                | 0                    | 0                    | 0                    | 2      | 0      | 1      | 3      |
| Georgia     | 0                | 0                | 0                | 1                    | 0                    | 0                    | 0                | 0                | 0                | 0                    | 1                    | 0                    | 1      | 1      | 0      | 2      |
| Francia     | 0                | 0                | 0                | 1                    | 0                    | 0                    | 0                | 0                | 0                | 0                    | 1                    | 0                    | 1      | 1      | 0      | 2      |
| Azerbaigian | 0                | 0                | 0                | 0                    | 0                    | 0                    | 0                | 0                | 0                | 1                    | 0                    | 0                    | 1      | 0      | 0      | 1      |
| Polonia     | 0                | 0                | 0                | 0                    | 0                    | 0                    | 0                | 1                | 0                | 0                    | 1                    | 1                    | 0      | 2      | 1      | 3      |
| Ungheria    | 0                | 0                | 0                | 0                    | 1                    | 0                    | 0                | 0                | 0                | 0                    | 0                    | 1                    | 0      | 1      | 1      | 2      |
| Cuba        | 0                | 0                | 0                | 0                    | 1                    | 0                    | 0                | 0                | 0                | 0                    | 0                    | 0                    | 0      | 1      | 0      | 1      |
| Canada      | 0                | 0                | 0                | 0                    | 1                    | 0                    | 0                | 0                | 0                | 0                    | 0                    | 0                    | 0      | 1      | 0      | 1      |
| Giordania   | 0                | 0                | 0                | 0                    | 1                    | 0                    | 0                | 0                | 0                | 0                    | 0                    | 0                    | 0      | 1      | 0      | 1      |
| Perù        | 0                | 0                | 0                | 0                    | 0                    | 1                    | 0                | 0                | 0                | 0                    | 0                    | 0                    | 0      | 0      | 1      | 1      |
| Filippine   | 0                | 0                | 0                | 0                    | 0                    | 1                    | 0                | 0                | 0                | 0                    | 0                    | 0                    | 0      | 0      | 1      | 1      |
| Serbia      | 0                | 0                | 0                | 0                    | 0                    | 1                    | 0                | 0                | 0                | 0                    | 0                    | 0                    | 0      | 0      | 1      | 1      |
| Bielorussia | 0                | 0                | 0                | 0                    | 0                    | 1                    | 0                | 0                | 0                | 0                    | 0                    | 0                    | 0      | 0      | 1      | 1      |
| Svezia      | 0                | 0                | 0                | 0                    | 0                    | 0                    | 0                | 0                | 0                | 0                    | 0                    | 1                    | 0      | 0      | 1      | 1      |
| Lituania    | 0                | 0                | 0                | 0                    | 0                    | 0                    | 0                | 0                | 0                | 0                    | 0                    | 1                    | 0      | 0      | 1      | 1      |
| Vietnam     | 0                | 0                | 0                | 0                    | 0                    | 0                    | 0                | 0                | 0                | 0                    | 0                    | 1                    | 0      | 0      | 1      | 1      |